# Bélon (fleuve)
Pour les articles homonymes, voir Bélon.
Le Bélon ou Le Belon est un petit fleuve côtier breton, du département du Finistère. Il est constitué d'une ria, c’est-à-dire d'un estuaire, alimentée par trois sources situées à Loge-Nahennou, Bannalec, à 89 m d'altitude. Il va descendre sur quelque 26 km avant de rejoindre la mer, à une centaine de mètres d'une autre ria : l'Aven.

## Toponymie
La graphie la plus ancienne du nom du cours d'eau est Beloen, attestée en 1481. Le fleuve prend sa source à Loge-Nahennou. qui s'appelait autrefois Penbeloen (littéralement : « extrémité de Beloen »). "Certains autochtones ont tendance à y voir une référence au dieu su soleil, Belen ou Belenus, vénéré par plusieurs peuples celtes. Le professeur B.Tanguy penche pour un nom composé du mot vieux breton loen (signifiant 'bois') et penn ('tête') devenu ben". La forme actuelle Belon du nom de ce fleuve côtier semble provenir de l'habitude prise de transcrire ce nom en lettres capitales lors de l'expédition des huîtres vers les villes. Mais le nom de ce cours d'eau, quelle que soit la graphie admise, se prononce toujours [belɔ̃]. Le Bélon donne son nom à la commune de Riec-sur-Bélon depuis 1898 pour éviter les confusions postales avec Briec. Il s'appelle aussi dans sa partie amont le ruisseau de Guily ou le ruisseau de Saint-Jean.

## Géographie
La longueur de son cours d'eau est de 26,3 km.
Son cours est utilisé pour délimiter les territoires des communes de Mellac et Le Trévoux ainsi que ceux des communes de Riec-sur-Bélon et Baye. Sa ria sépare les communes de Riec-sur-Bélon et de Moëlan-sur-Mer. La ligne de chemin de fer Paris-Quimper longe le Bélon entre Kerandun en Bannalec et Prat Guen en Mellac.

### Communes et cantons traversés
Le Bélon traverse ou longe six communes du département du Finistère 
dans le sens amont vers aval : Bannalec (source), Mellac, Le Trévoux, Riec-sur-Bélon, Baye, Moëlan-sur-Mer (embouchure).
Le Bélon arrose trois cantons : il prend sa source dans le canton de Bannalec, traverse le canton de Quimperlé, et a son embouchure dans le canton de Pont-Aven, dans l'arrondissement de Quimper.

La vallée du fleuve côtier Bélon en amont du pont du Guily
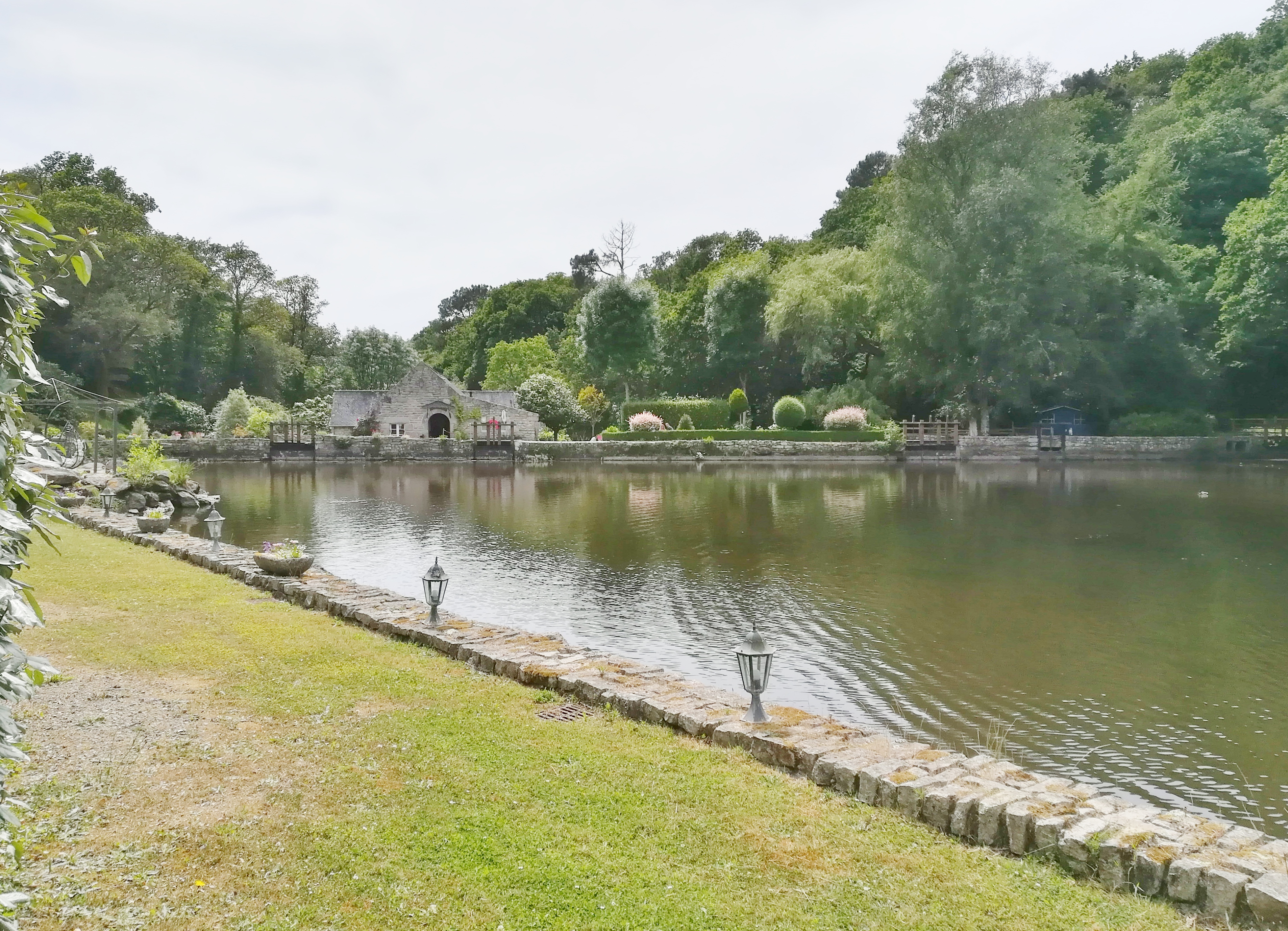
Le plan d'eau du Moulin du Duc sur le Bélon (hôtel-restaurant Les Moulins du Duc).
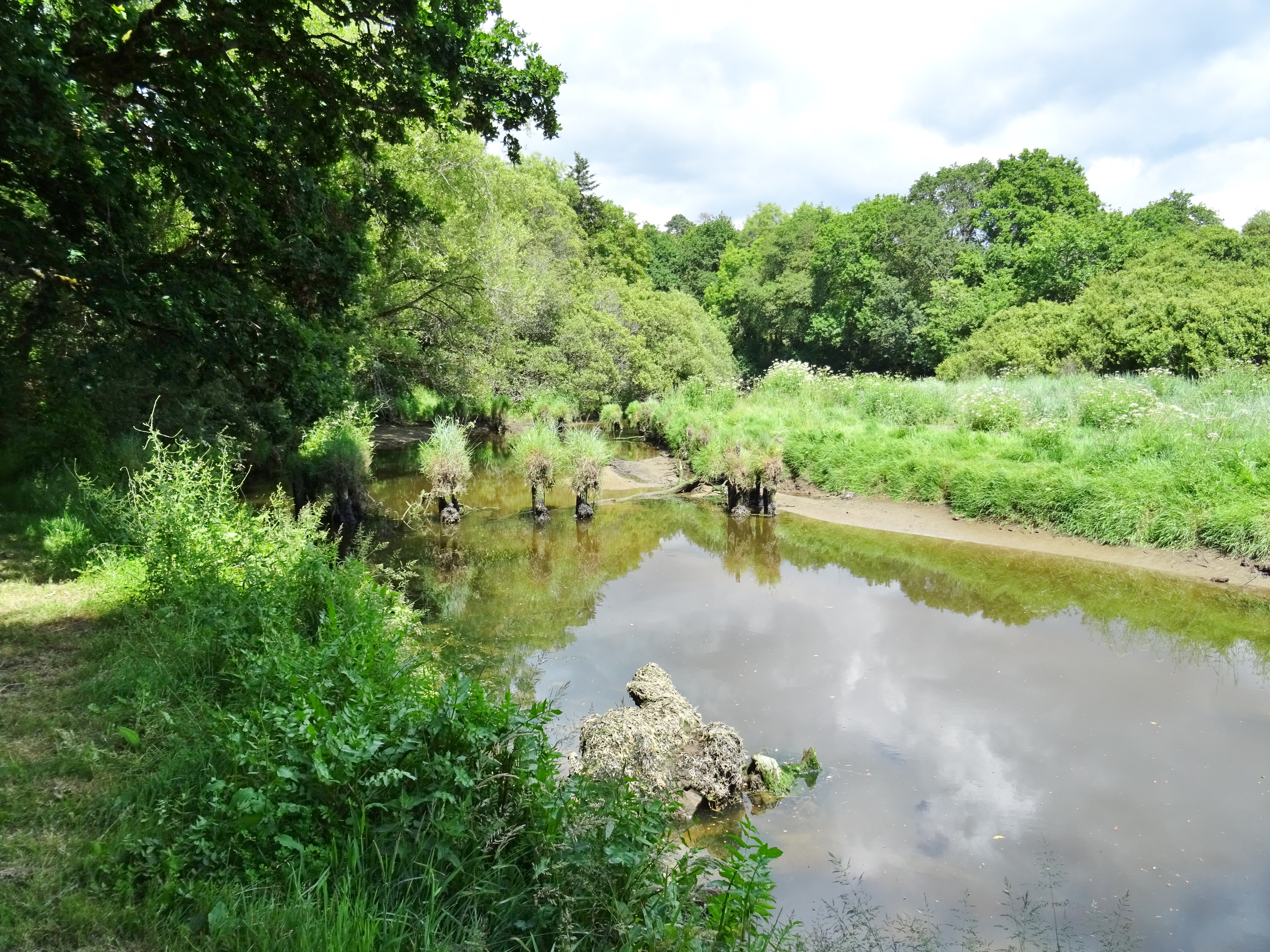
Le fleuve côtier Bélon juste en amont du pont du Guily (limite entre Riec-sur-Bélon et Moëlan-sur-Mer).
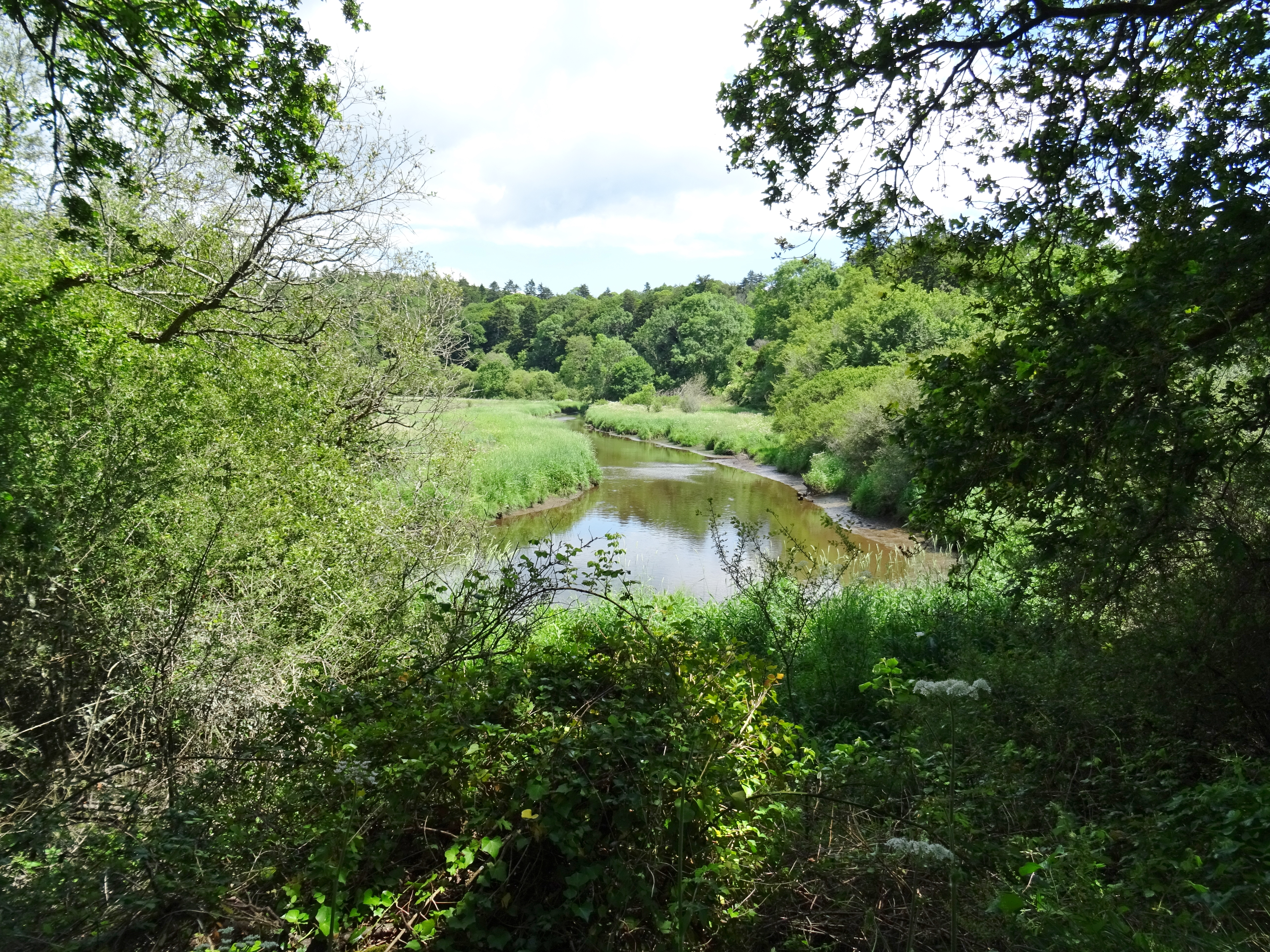
La vallée du fleuve côtier Bélon en amont du pont du Guily (limite entre Riec-sur-Bélon et Moëlan-sur-Mer).
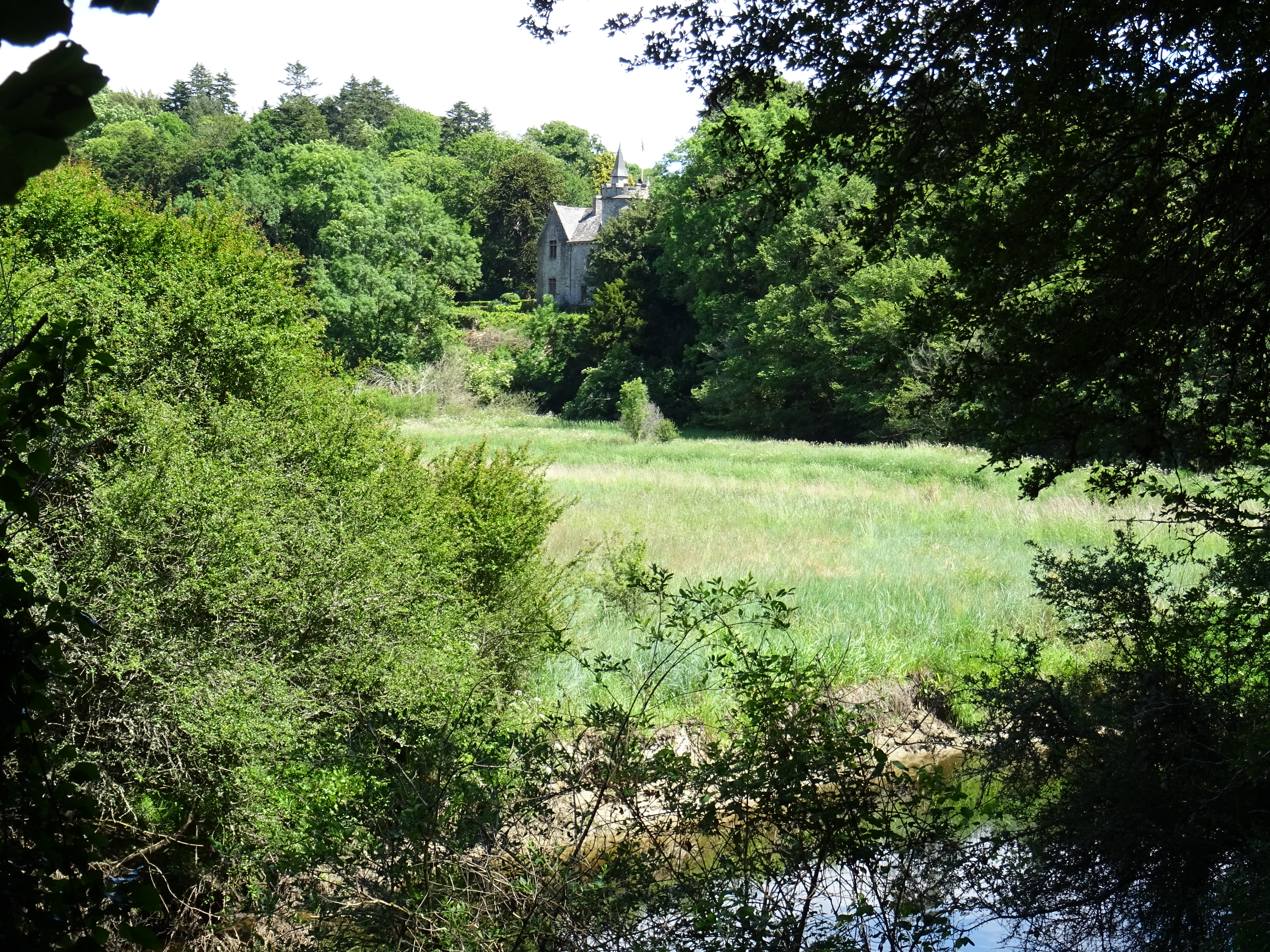
Le manoir de Kertalg dominant la vallée du fleuve côtier Bélon (en amont du pont du Guily).

La rive droite de la ria du Bélon (côté Riec-sur-Bélon)
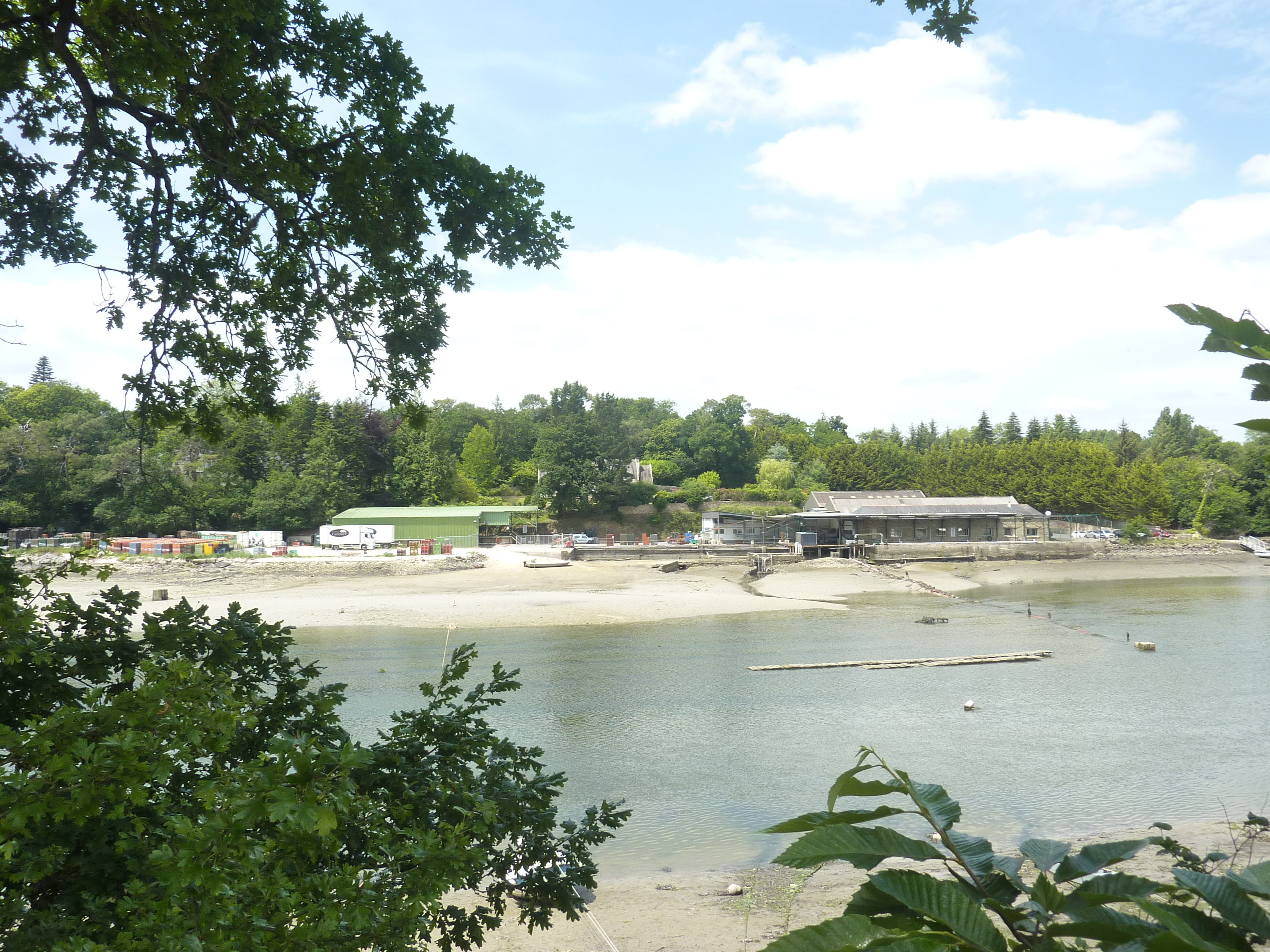
Un établissement ostréicole sur la rive droite de la ria du Bélon en amont de la chapelle Saint-Léger.
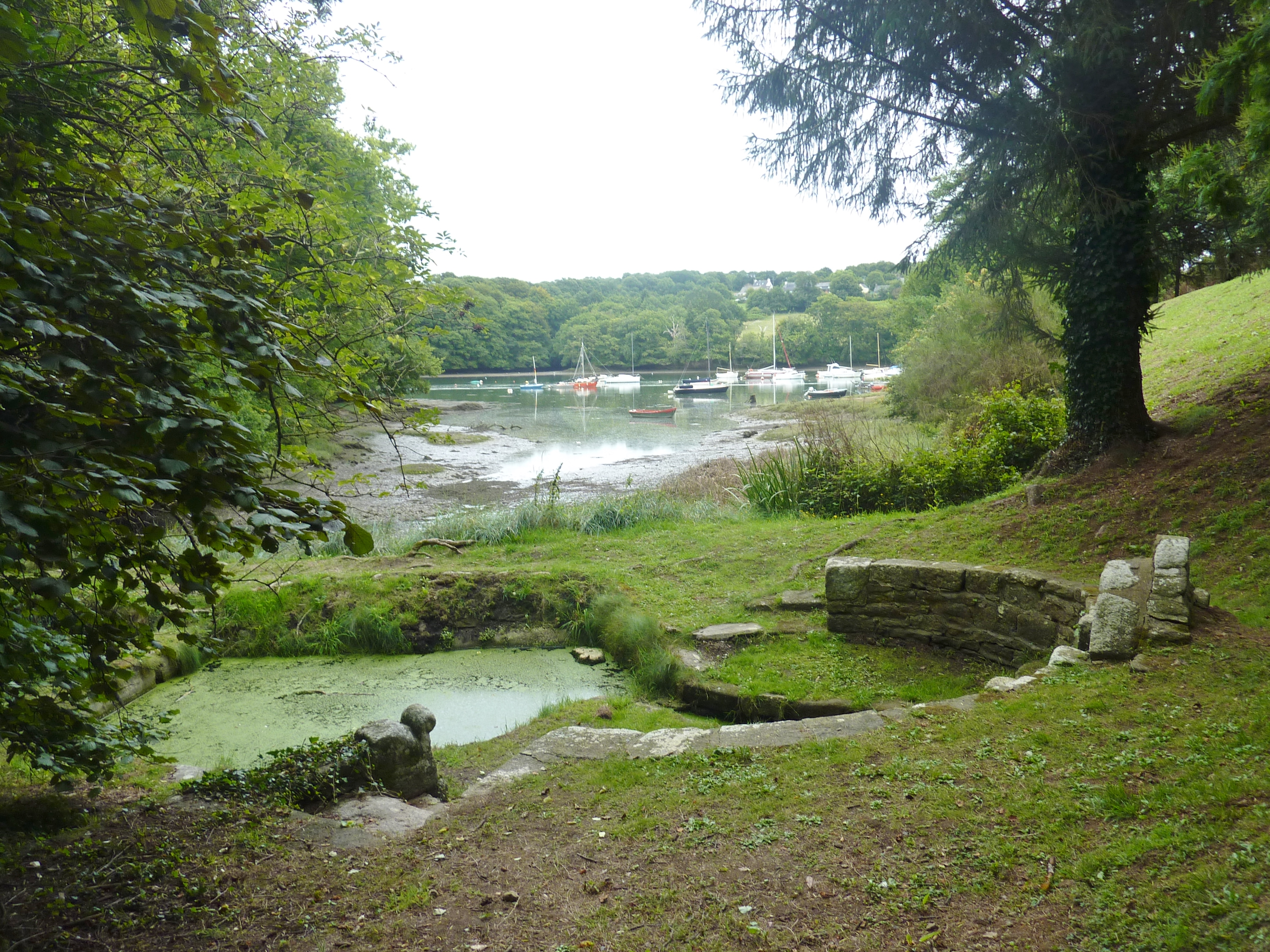
La fontaine Saint-Léger en bordure de la ria du Bélon.
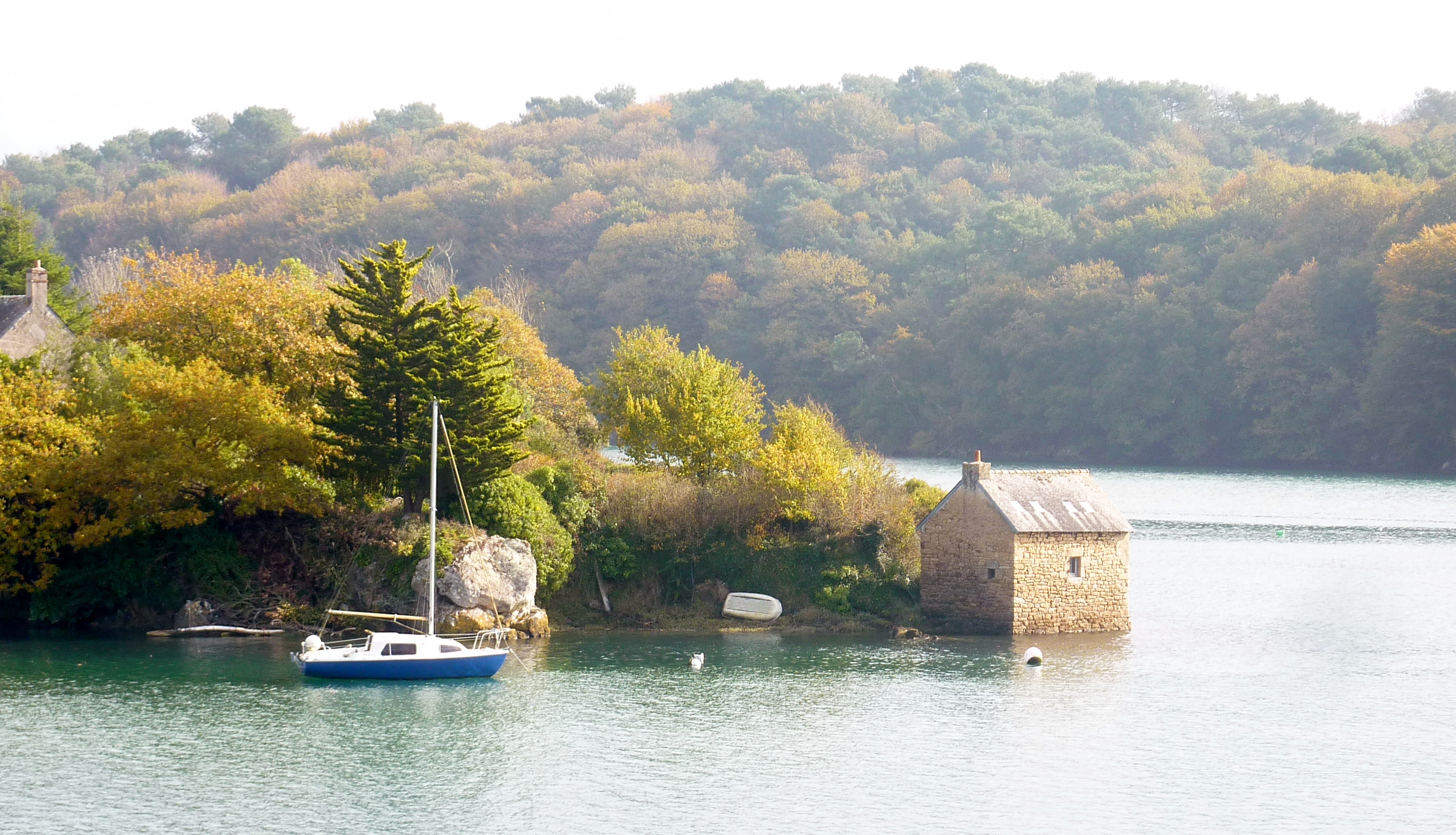
La presqu'île de confluence entre l'anse de Penmor et la rivière (ria) de Bélon.
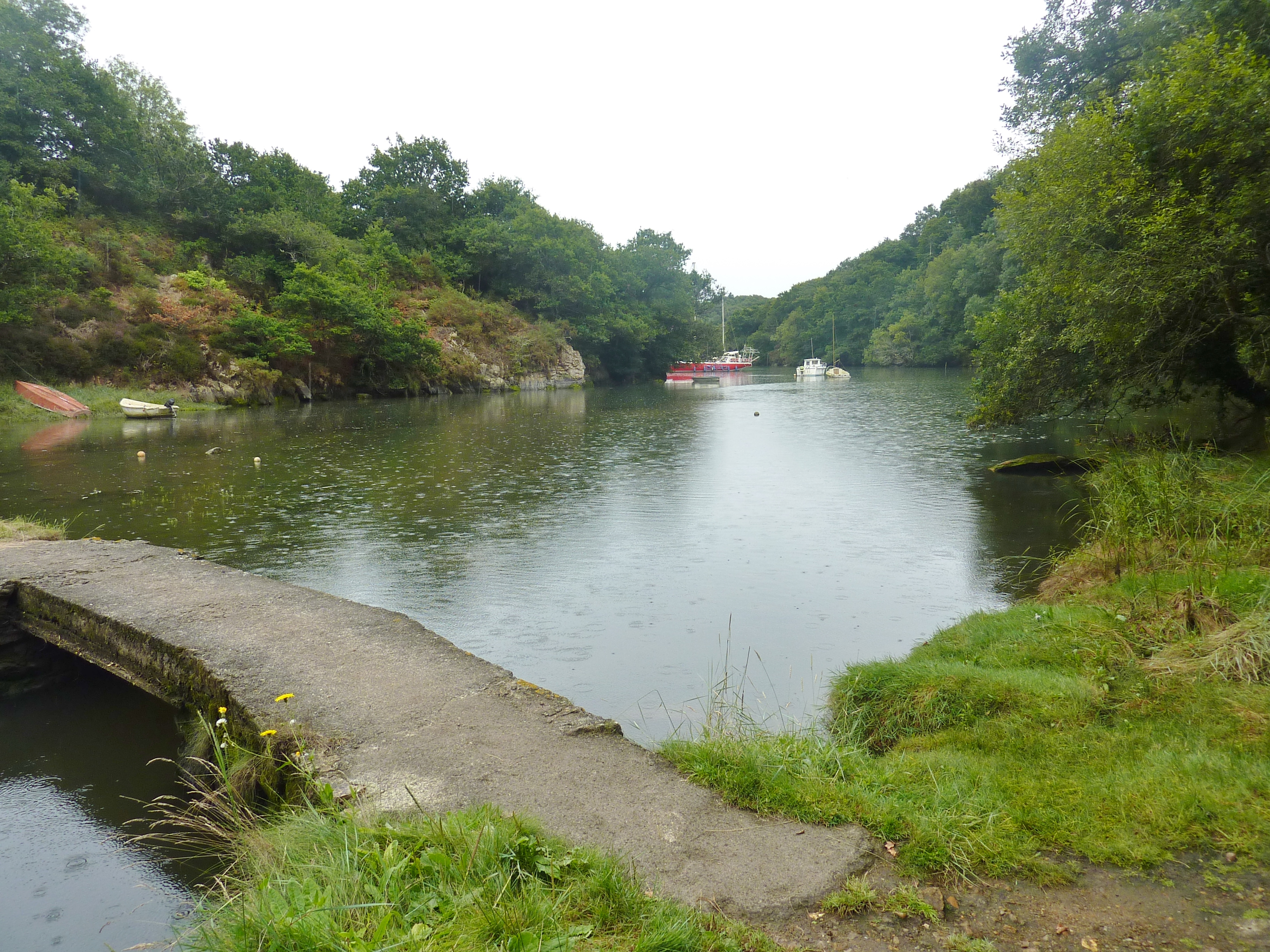
Le fond de l'anse de Penmor à marée haute (vue depuis la passerelle située devant le moulin Édouard).
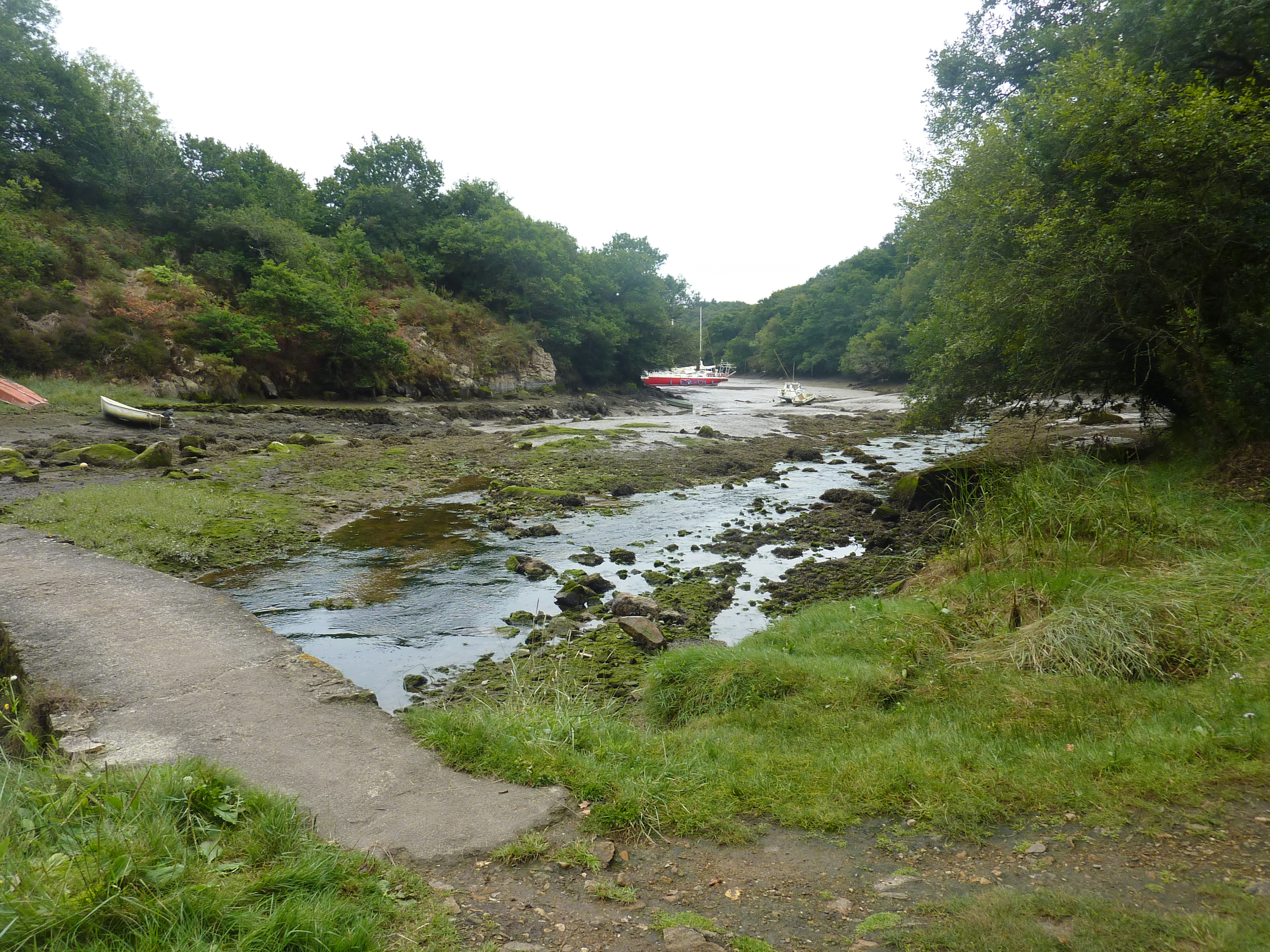
Le fond de l'anse de Penmor à marée basse (vue depuis la passerelle située devant le moulin Édouard).
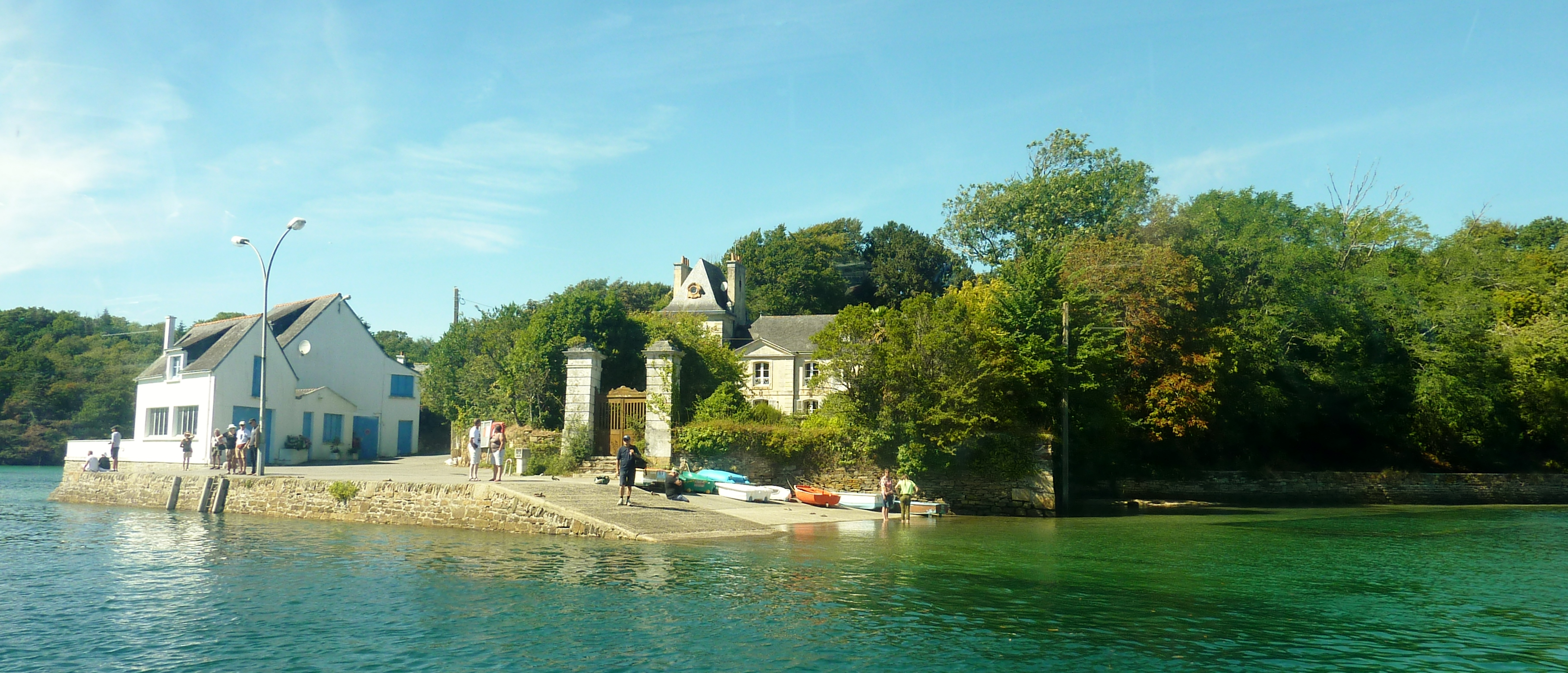
Rive droite du Bélon : le château de Bélon et le port de Bélon.
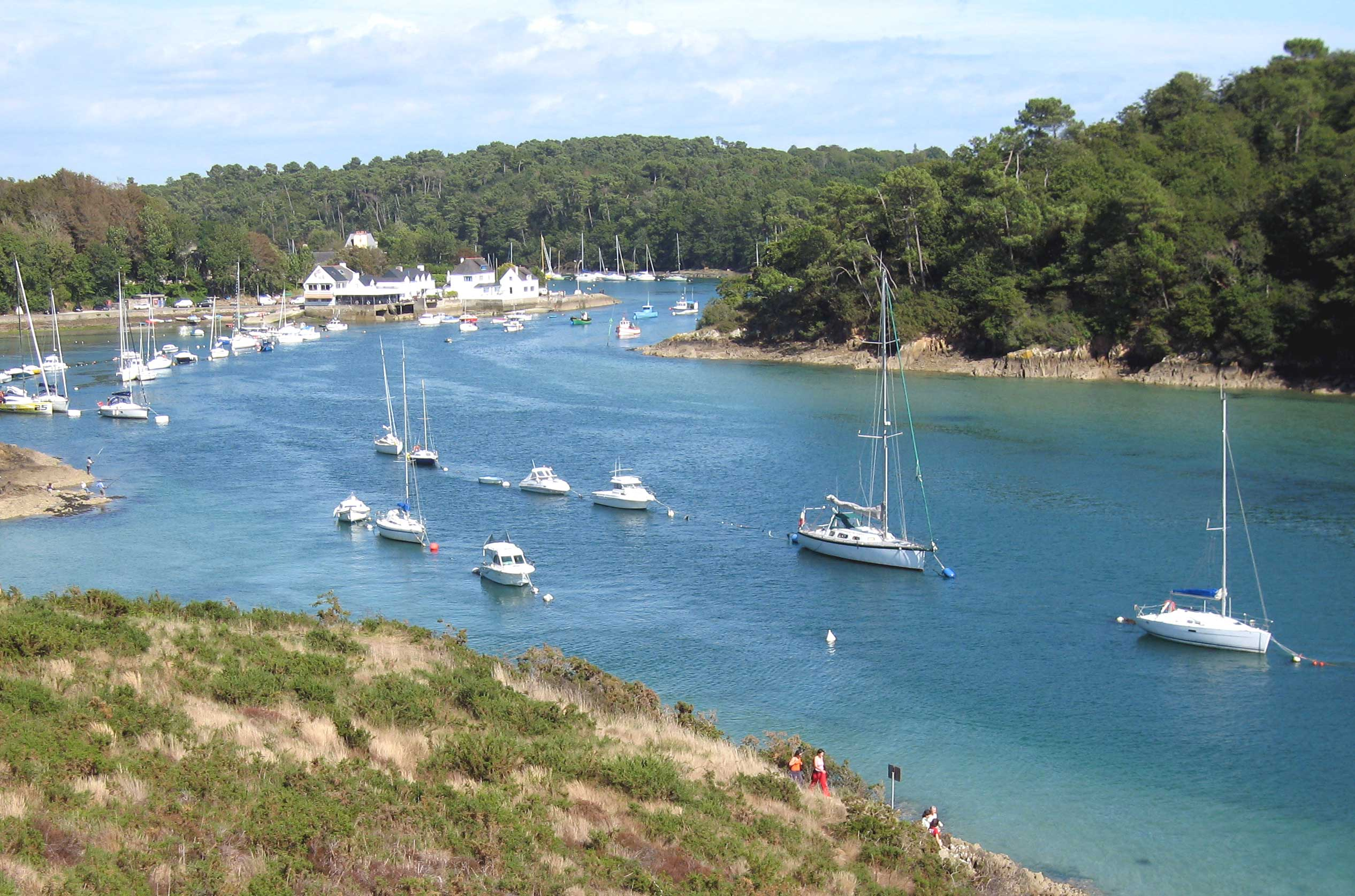
La ria du Belon, vue vers l'amont depuis la pointe de Questélan.
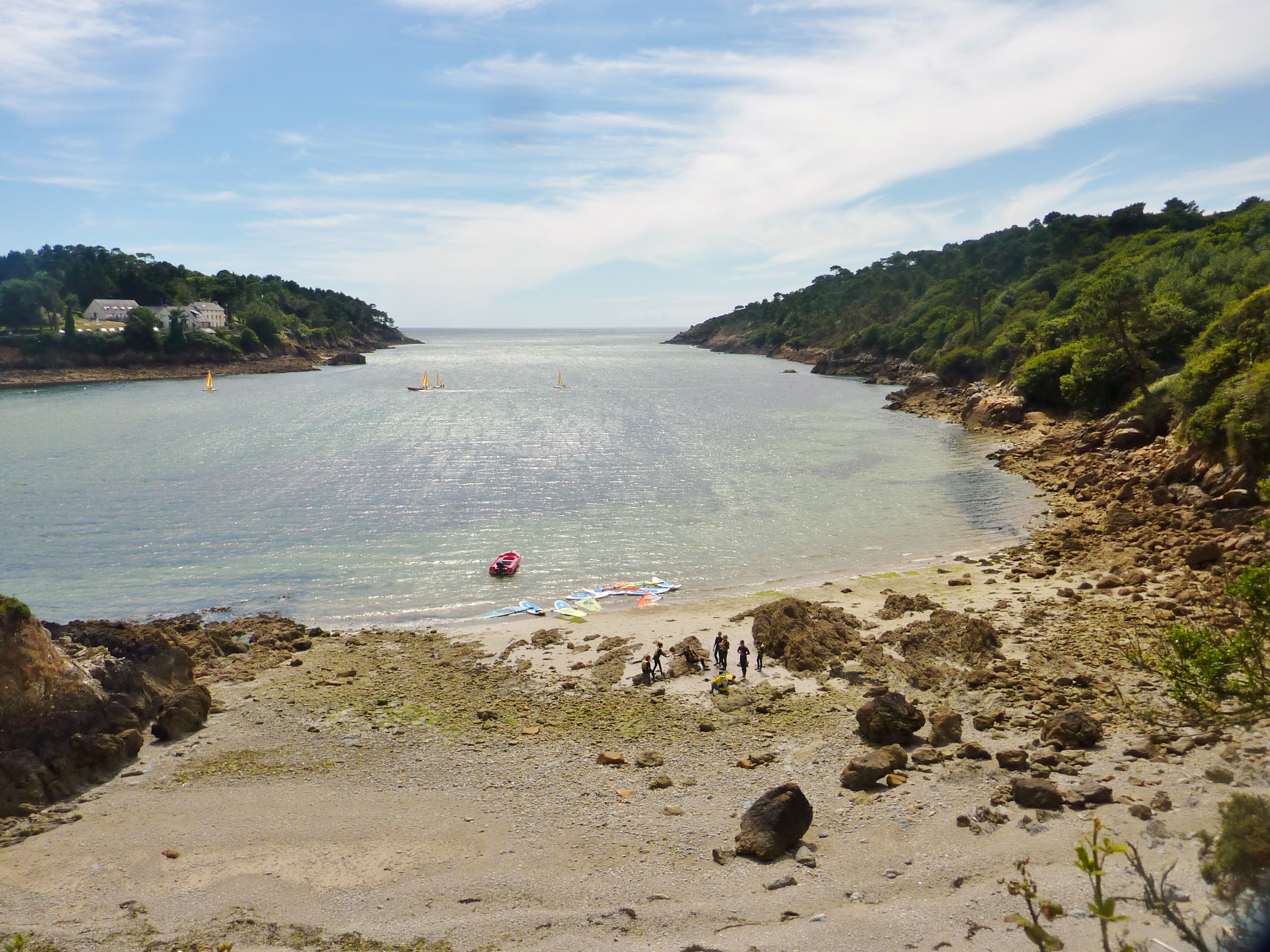
La ria du Bélon : vue vers l'aval depuis la pointe de Questélan.
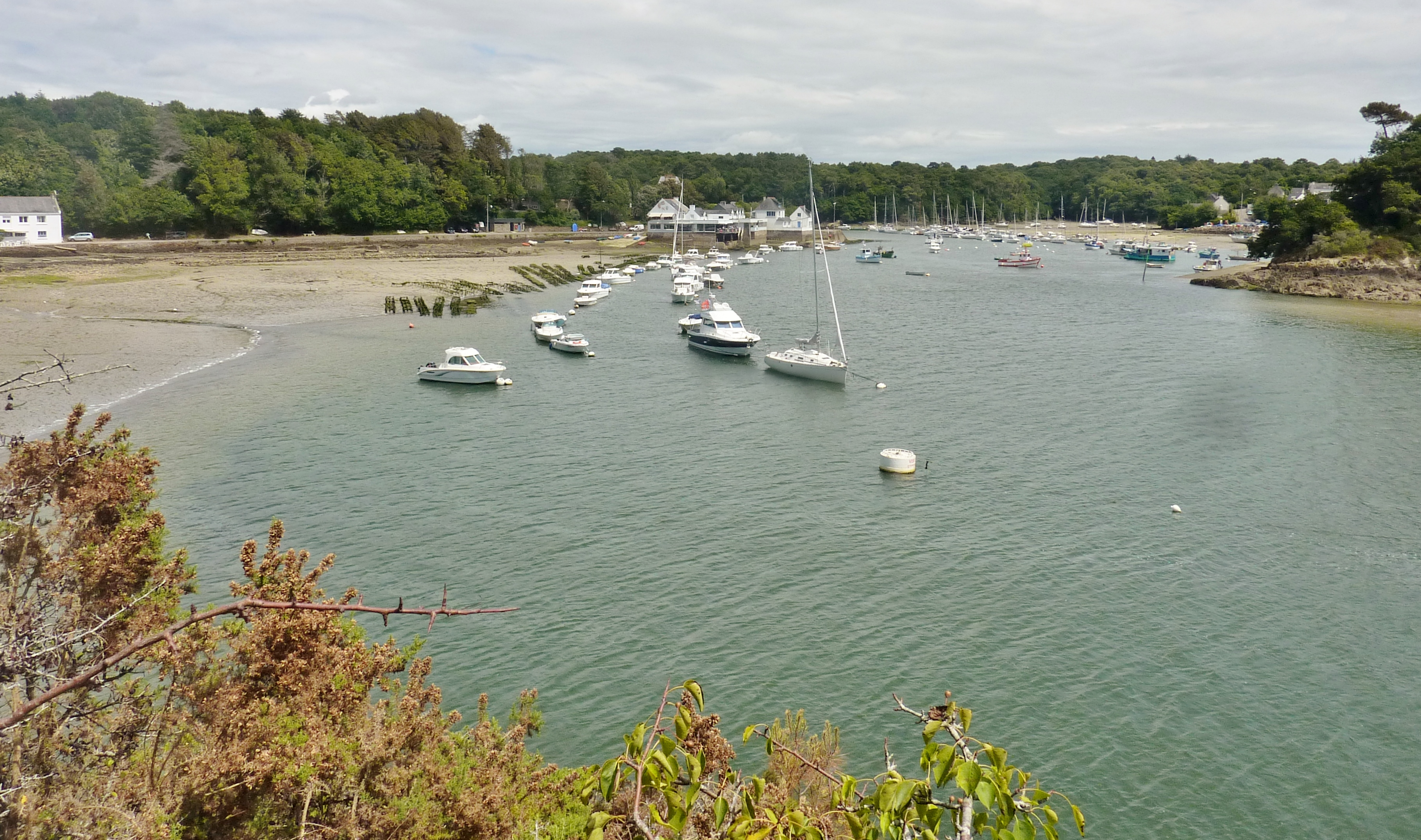
La ria du Bélon et le port de Bélon vus depuis la pointe de Porscouric à marée basse.

La rive gauche de la ria du Bélon (côté Moëlan-sur-Mer)
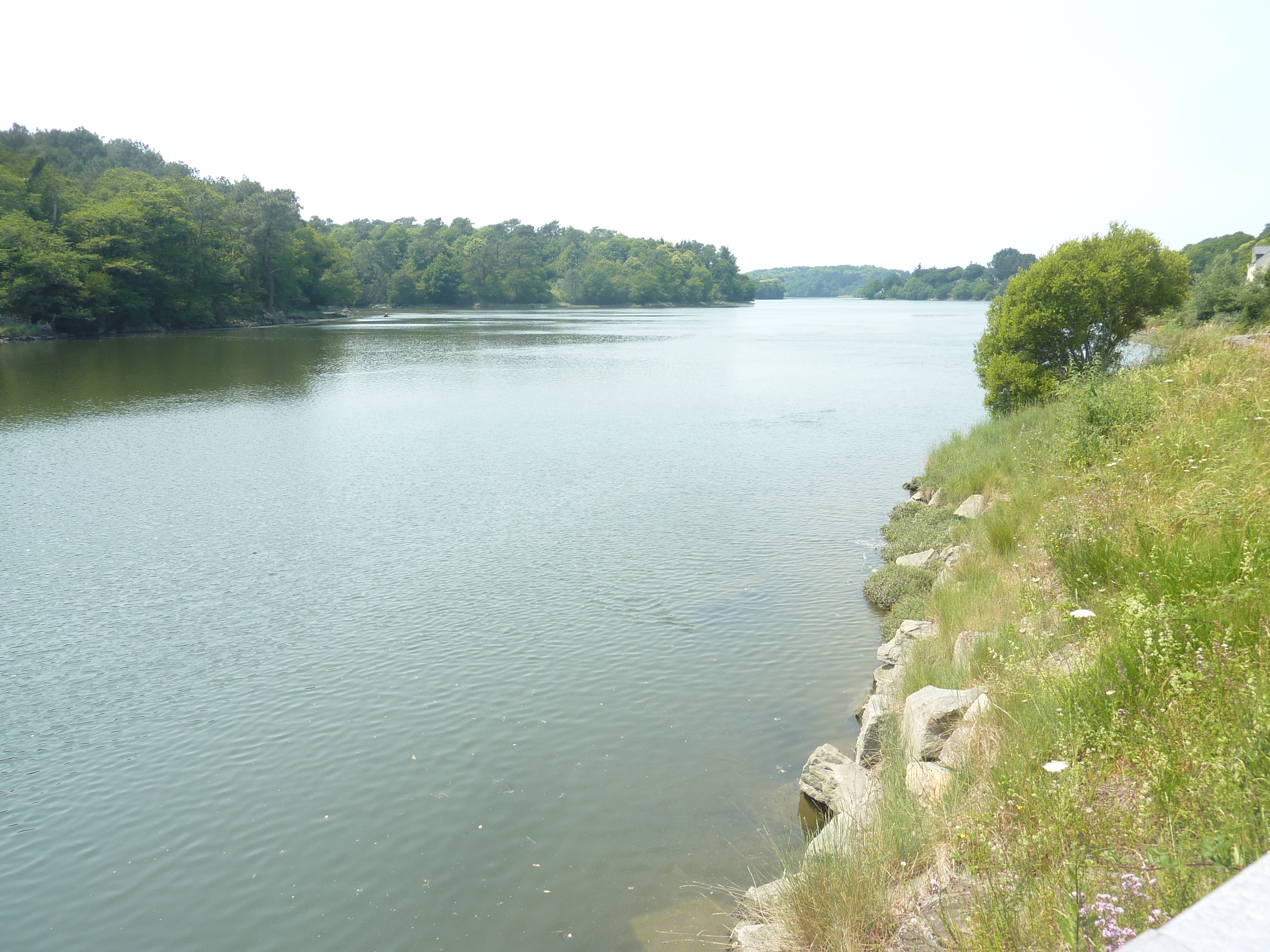
Le fond de la ria du Bélon à marée haute vu du pont du Guily ( à droite de la photo la rive fait partie de Riec-sur-Bélon et à gauche de Moëlan-sur-Mer).
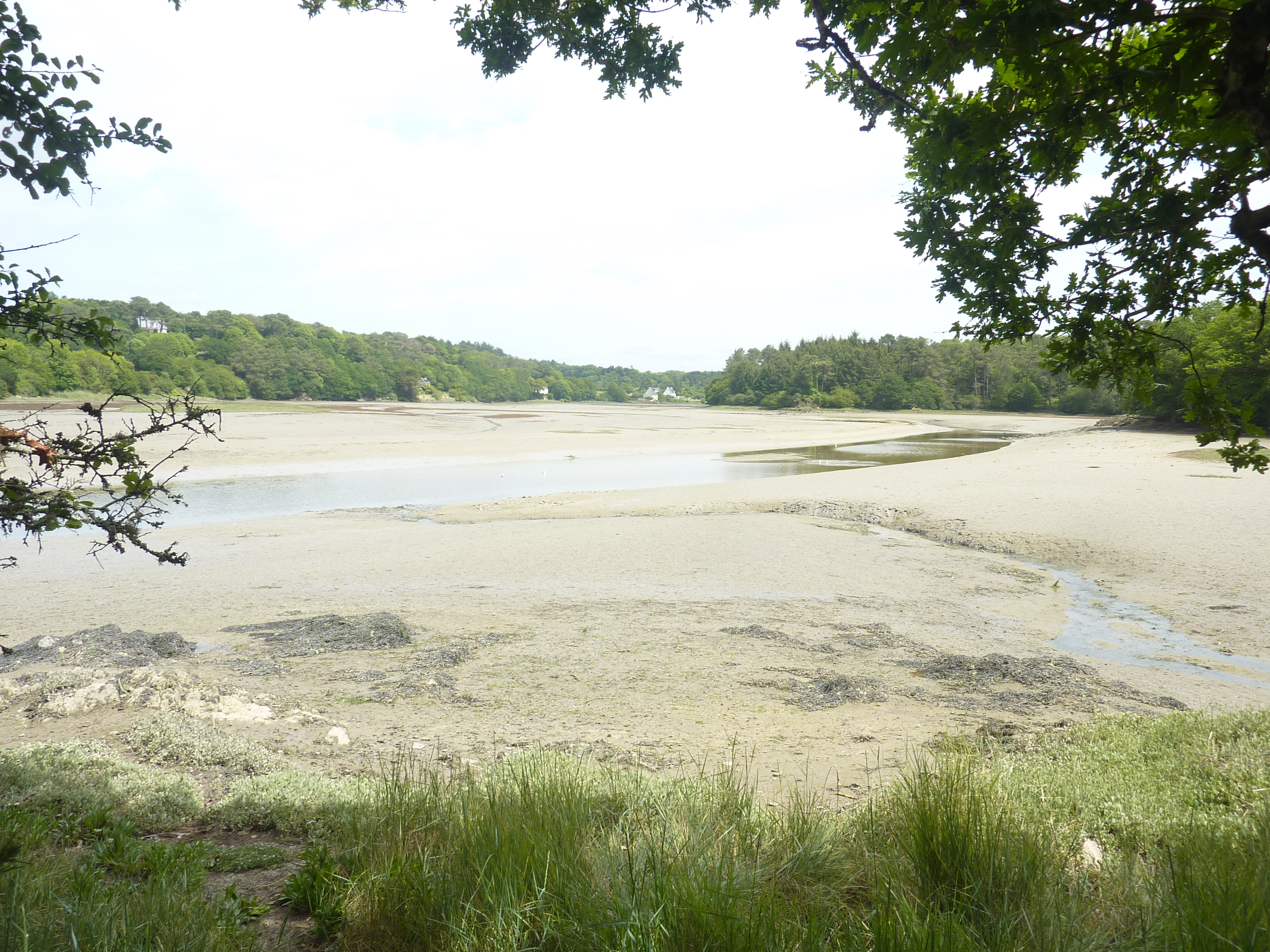
La partie amont de la ria du Bélon à marée basse vue depuis l'anse de Kertanguy (en Moëlan-sur-Mer).
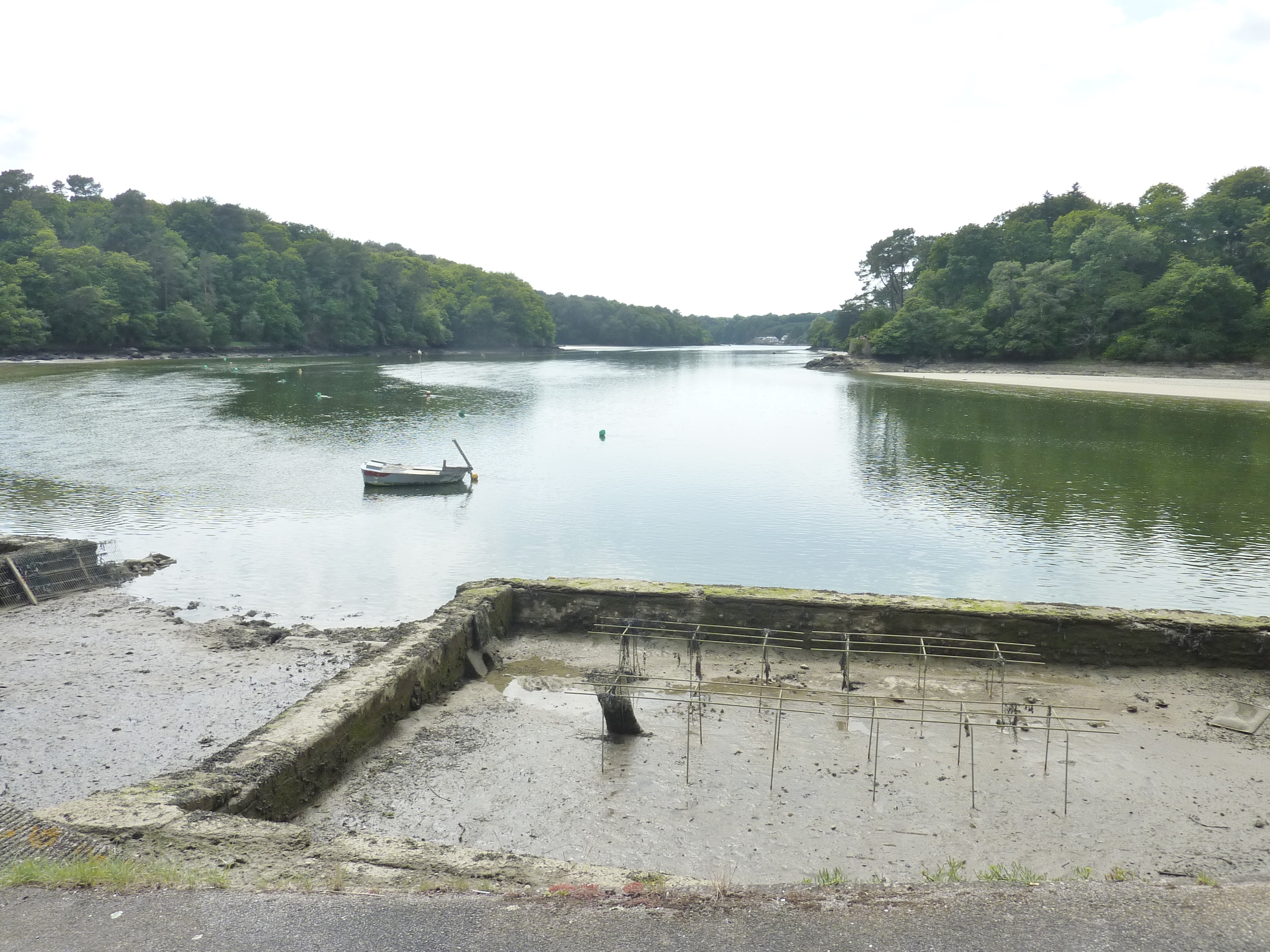
La ria du Bélon vue vers l'aval depuis un bassin ostréicole situé dans l'anse de Sainte-Thumette en Moëlan-sur-Mer.
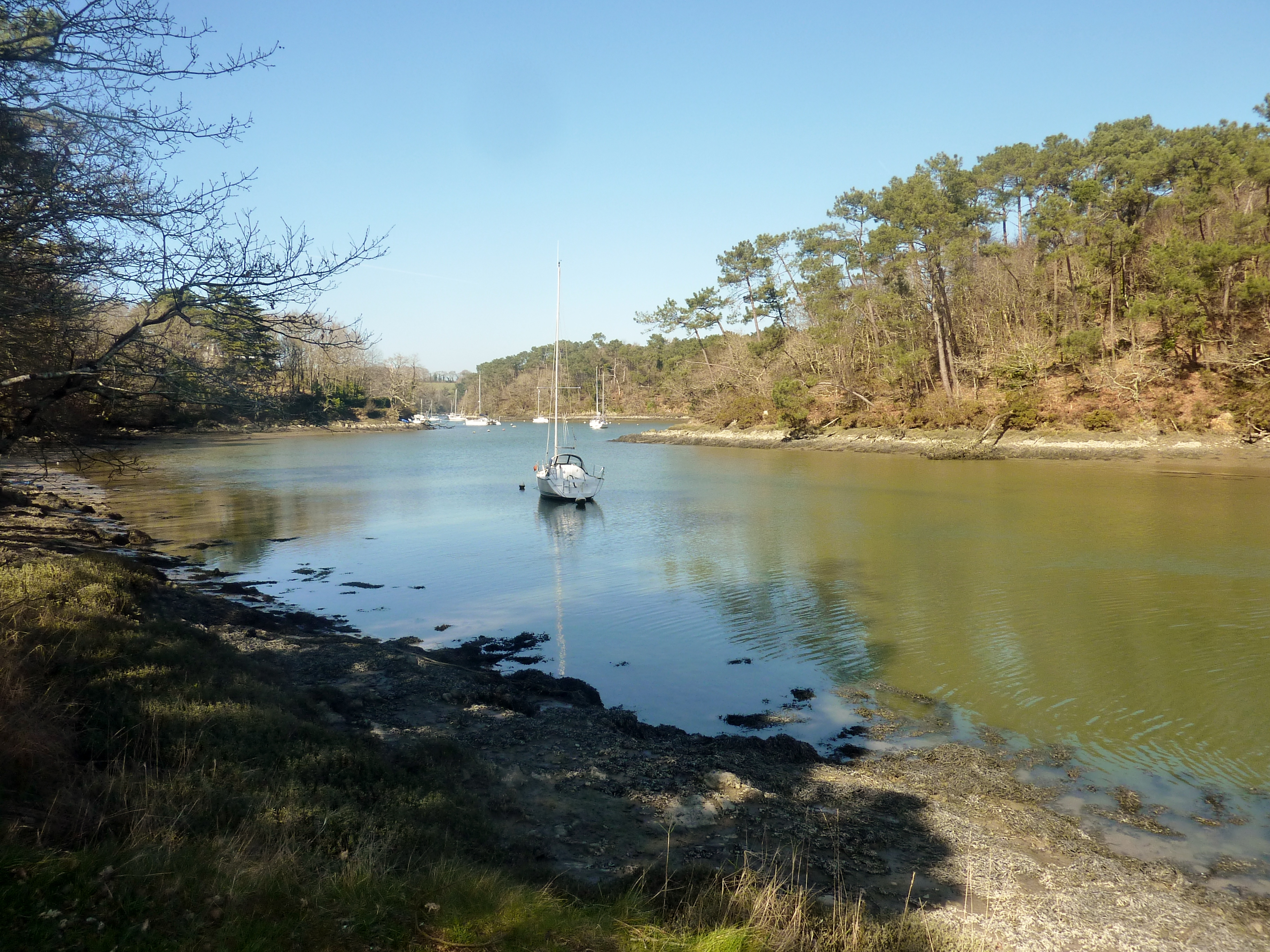
L'Anse de Lanriot.
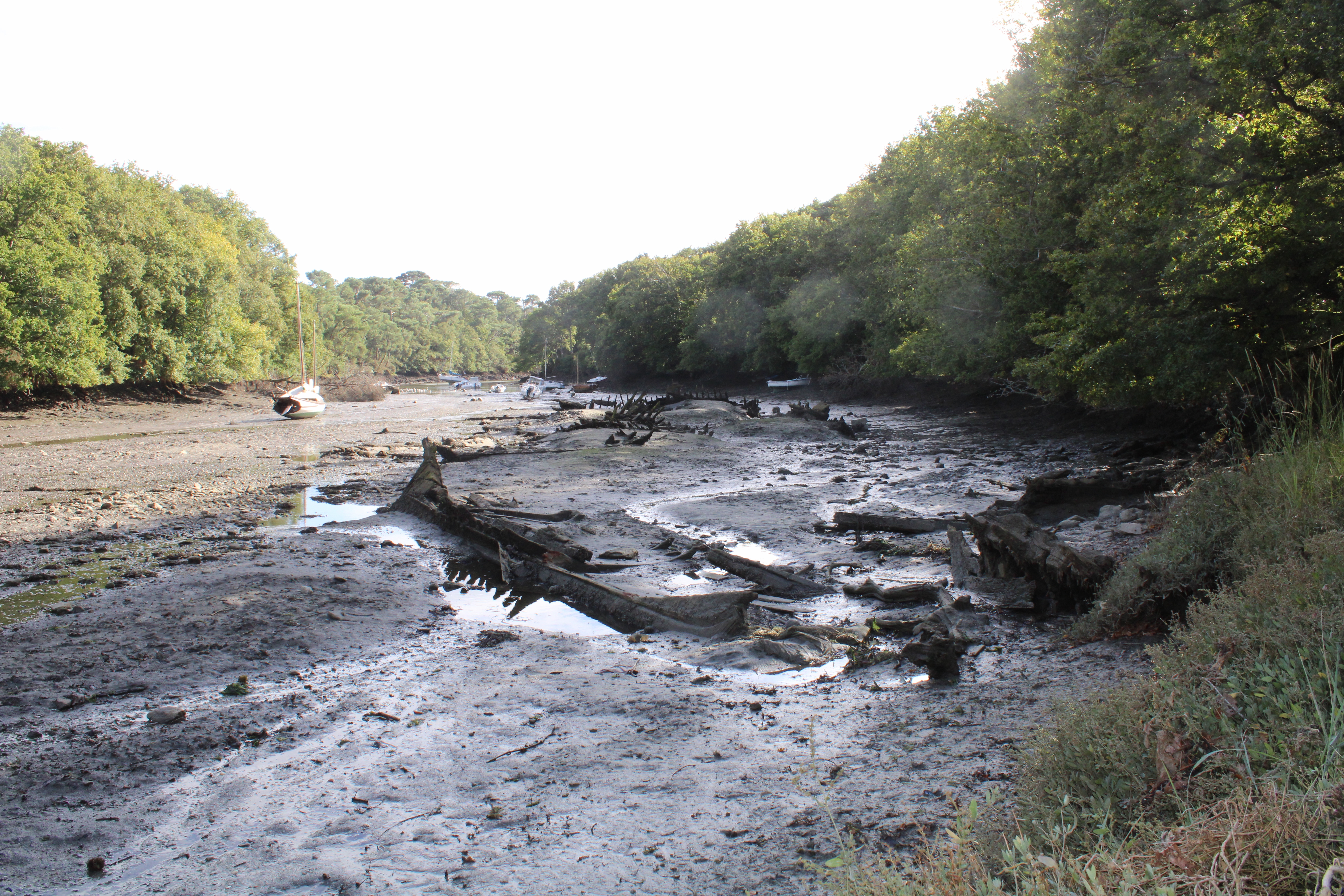
Le cimetière de bateaux au fond de l'Anse de Lanriot.
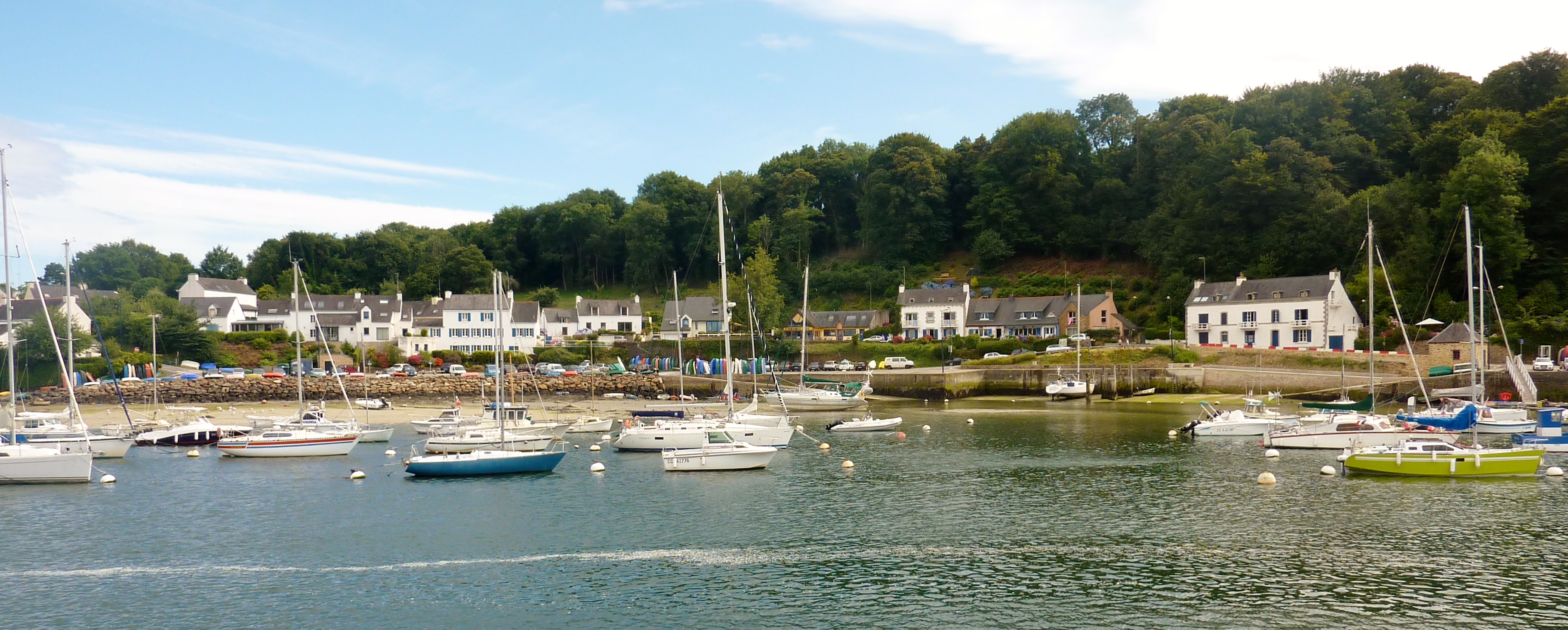
Le port de Bélon (en Moëlan-sur-Mer).
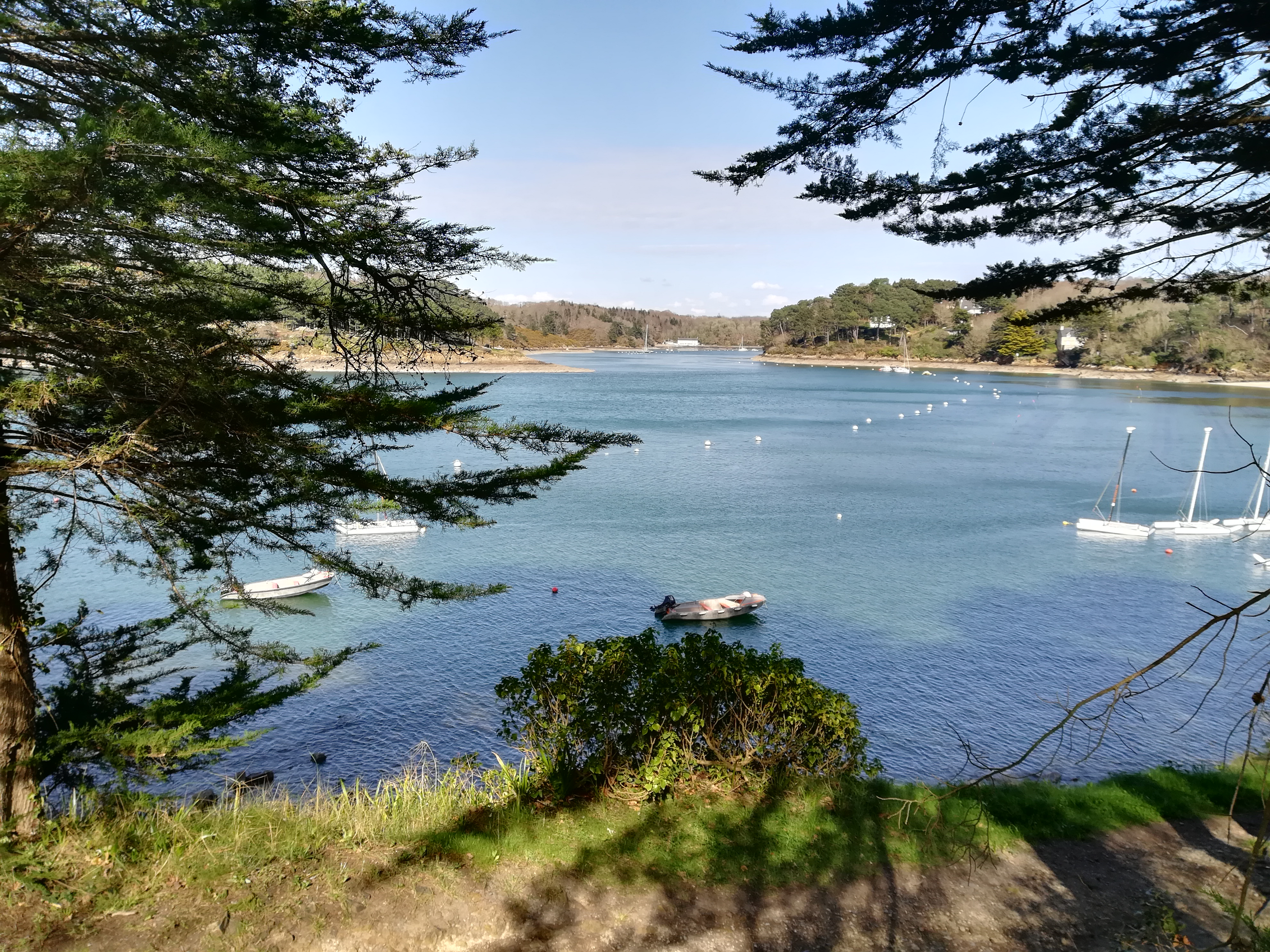
La ria du Belon : vue vers l'amont depuis le petit port du Gorgen en Moëlan-sur-Mer.
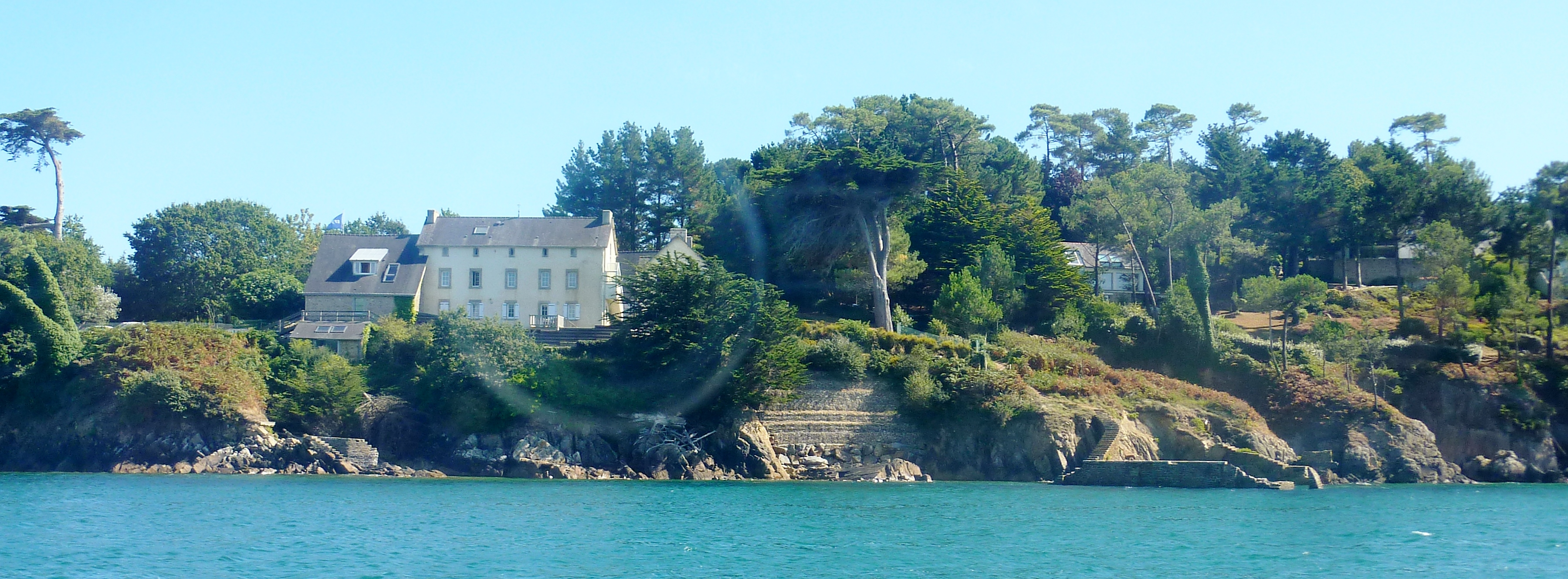
Beg Porz et ses environs (rive gauche du Bélon).

### Bassin versant
Ancré en Cornouaille, partie méridionale du Finistère, située à l’extrême ouest de la France, le bassin versant du Bélon, d’une superficie de 95 km2, s’étire sur six communes, de l’Armor (l« a mer » = littoral) vers l’Argoat (« le bois » = l’intérieur) et se situe entre les villes centre de Quimper à l’ouest et Quimperlé, sur le territoire de Quimperlé Communauté (trois communes concernées Riec-sur-Bélon, Moëlan-sur-mer et Clohars Carnoët). Le Bélon traverse une seule zone hydrographique : le Bélon de sa source à la mer.

### Organisme gestionnaire
La Commission locale de l'eau « Sud Cornouaille » (CLE) est composée de 22 membres.

## Affluents
Le Bélon a de nombreux  affluents. Le SANDRE en référence au moins sept :
Le principal affluent est le Dourdu, situé côté rive droite, de 11,6 km de long. Il draine les  communes de Riec-sur-Bélon, Le Trévoux, Bannalec et Moëlan-sur-Mer et sa vallée maritime forme l'anse de Penmor. Deux de ses petits affluents mesurent 0,7 km et 0,9 km. L'eau douce, qui alimente le Bélon est en partie fournie par des sources qui surgissent directement dans le lit de la rivière envahi par l'eau de mer.

## Aménagements

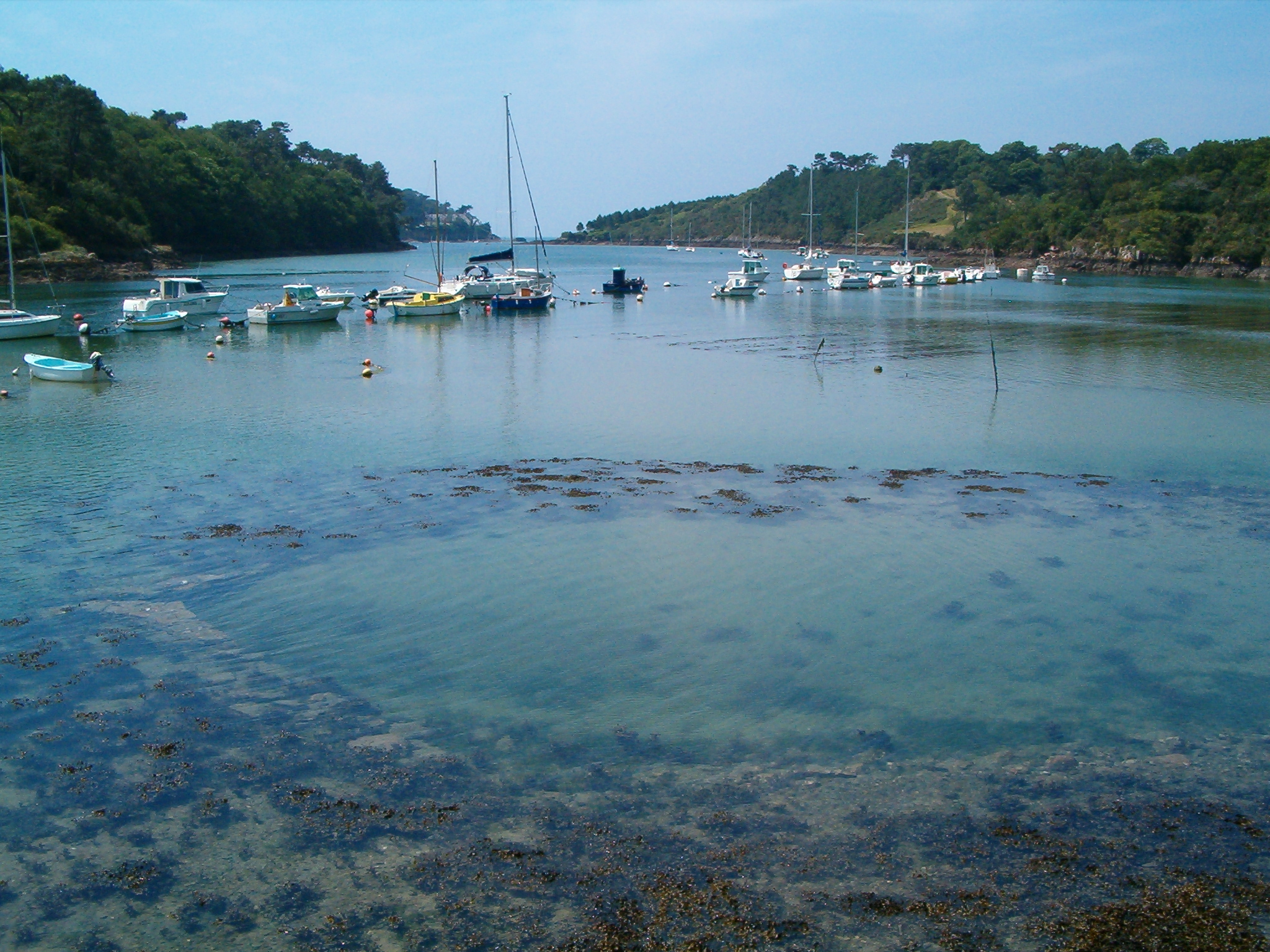
Bateaux sur le Bélon.

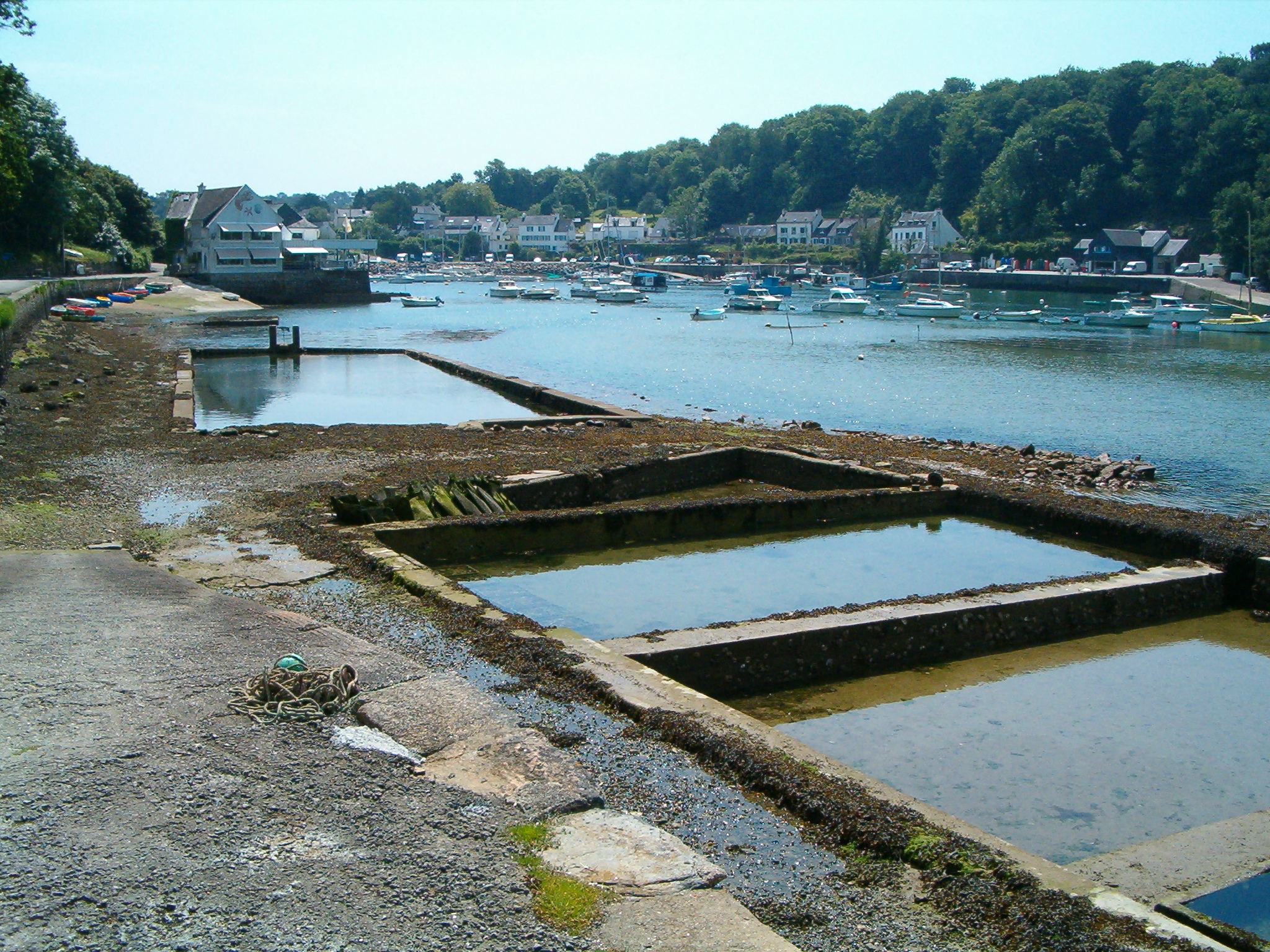
Parc à huitres sur le Bélon à Riec-sur-Bélon.

La rivière du Bélon est célèbre pour ses huîtres plates au goût de noisette. En 1795 Jacques Cambry écrit que « les huîtres de Bélon sont les plus grandes et les meilleures de l'Europe (...) ; ces huîtres sont parqués, conservées dans des réservoirs.
Les établissements ostréicoles ont été créés dans la partie supérieure de la ria en 1864 par Hippolyte de Mauduit et son beau-frère Auguste de Solminihac. La ferme ostréicole du Château de Bélon perpétue cette tradition en élevant ces huitres plates et en organisant en permanence des visites et des dégustations sur place.
Séparant les communes de Riec-sur-Bélon et de Moëlan-sur-Mer, il est également un lieu très fréquenté par les plaisanciers. Des mouillages organisés s'échelonnent tout au long de la rivière.